# فيتامين دي وطب الجهاز العصبي
يُعتبر فيتامين دي أحد الهرمونات الستيرويدية التي تلعب دورًا حيويًا في امتصاص الكالسيوم والفوسفات. بدأت الدراسات الأخيرة في إيجاد عدد متزايد من الارتباطات بين انخفاض مستويات فيتامين دي، أو نقص فيتامين دي، والاضطرابات العصبية النفسية. تشمل هذه الاضطرابات، لكنها لا تنحصر في: مرض آلزهايمر، ومرض باركنسون، والتصلب المتعدد، والصرع، والفصام والتوحد.

## فيتامين دي والاضطرابات العصبية
يرتبط نقص فيتامين دي مع العديد من الاضطرابات العصبية النفسية بما في ذلك الخرف، ومرض باركنسون، والتصلب المتعدد، والصرع والفصام. يوجد عدد من الآليات المقترحة المفسرة لتأثير نقص فيتامين دي على هذه الاضطرابات. تنطوي إحدى هذه الآليات على استماتة العصبونات. تمثل استماتة العصبونات الموت المبرمج للعصبونات. يؤدي نقص فيتامين دي إلى هذا النوع المحدد من الاستماتة من خلال خفض التعبير عن السيتوكروم سي وإنقاص الدورة الخلوية للعصبونات. يمثل السيتوكروم سي أحد البروتينات المعززة لتنشيط العوامل المحرضة للاستماتة. تكمن إحدى الآليات الأخرى في ارتباط عوامل التغذية مثل العامل المغذي للعصب (إن جي إف) وعامل التغذية العصبية المستمد من الدماغ (بي دي إن إف) وعامل التغذية العصبية المشتق من الخلايا الدبقية (جي دي إن إف). تُعتبر عوامل التغذية هذه بروتينات مسؤولة عن نمو العصبونات المتطورة وبقائها بالإضافة إلى الحفاظ على العصبونات الناضجة.

### الخرف: مرض آلزهايمر
يشير مصطلح «الخرف» إلى اضطرابات التحلل العصبي المميزة بفقدان في الذاكرة وغيرها من وظائف الدماغ مثل الوظائف التنفيذية. يمكن تصنيف الخرف ضمن مصطلح مرض آلزهايمر الأوسع. يتسم مرض آلزهايمر بفقدان الوظائف القشرية مثل اللغة والمهارات الحركية. يختبر المرضى المصابون بمرض آلزهايمر تقلصًا شديدًا في القشرة المخية والحصين مع تضخم في البطينات. في العديد من الدراسات الحديثة، ارتبطت معدلات فيتامين دي المرتفعة مع انخفاض خطر الإصابة بمرض آلزهايمر. يرتبط مرض آلزهايمر مع انخفاض مستقبلات فيتامين دي في مناطق قرن آمون (سي إيه 1 و2) في الحصين. يُعتبر الحصين جزءًا من الجهاز النطاقي المسؤول عن الذاكرة والتحرك المكاني. بالإضافة إلى ذلك، أمكن تحديد بعض الأنماط الفردانية المحددة لمستقبلات فيتامين دي بتكرار متزايد لدى مرضى آلزهايمر بينما ظهرت بعض الأنماط الفردانية الأخرى بتكرار منخفض، ما يشير إلى دور بعض الأنماط الفردانية المعينة في زيادة خطر تطوير آلزهايمر أو إنقاصه. تشير إحدى الفرضيات إلى دور هذا النقص في مستقبلات فيتامين دي داخل الحصين في حدوث خلل وظيفي (في الذاكرة) لهذه المنطقة.

### مرض باركنسون
يتسم مرض باركنسون بتدهور متزايد في الحركة والتنسيق. يعاني المرضى المصابون بمرض باركنسون من خسارة في العصبونات دوبامينية الفعل (دي إيه) في المادة السوداء، التي تمثل إحدى أجزاء الدماغ الضرورية لعدد من الوظائف الدماغية مثل المكافأة، والإدمان وتنسيق الحركة. تشير الدراسات إلى وجود دور لانخفاض مستويات فيتامين دي في تطور مرض باركنسون، إذ أدى إعطاء مكملات فيتامين دي في أحد تقارير الحالة إلى تخفيف أعراض المرض. في دراسة على الفئران معطلة مستقبلات فيتامين دي، أظهرت الفئران معطلة المستقبلات اضطرابات حركية مشابهة لتلك الملاحظة لدى المرضى المصابين بمرض باركنسون. تشمل إحدى الآليات المقترحة التي تربط فيتامين دي مع مرض باركنسون الجين «إن يور آر آر 1». يرتبط عوز فيتامين دي مع انخفاض التعبير عن جين «إن يور آر آر 1»، المسؤول عن تطور العصبونات دوبامينية الفعل. لذلك، من الممكن حدوث اضطراب في تطور العصبونات دوبامينية الفعل نتيجة افتقار التعبير عن «إن يور آر آر 1». يؤدي الفشل في تشكيل العصبونات دوبامينية الفعل بدوره إلى انخفاض تراكيز الدوبامين في العقد القاعدية. بالإضافة إلى ذلك، تختبر الجرذان المفتقرة للجين «إن يور آر آر 1» فرطًا في النشاط متبوعًا بالموت بعد فترة قصيرة من ولادتها.

### التصلب المتعدد
يمثل التصلب المتعدد (إم إس) أحد أمراض المناعة الذاتية المسببة لزوال الميالين داخل الجهاز العصبي المركزي. يحتوي الجهاز العصبي المركزي على عدد كبير من الخلايا المغلفة بطبقة سميكة معروفة باسم غمد الميالين. يسمح هذا الغمد بزيادة سرعة نقل الإشارات الحاملة للمعلومات عبر الخلية. يؤدي تدهور هذا الغمد في التصلب المتعدد إلى بطء نقل الإشارات العصبية. يسبب هذا في النهاية حالات عجز حركي شديد.
يوجد ارتباط عالمي وثيق بين التصلب المتعدد وخط العرض؛ يرتفع معدل انتشار التصلب المتعدد في المناطق الشمالية الشرقية مقارنة بنظيرتها الجنوبية والغربية. في الوقت نفسه، يمكن ملاحظة معدلات أعلى من فيتامين دي في المناطق الجنوبية والغربية مقارنة بالمناطق الشمالية الشرقية. بناءً على هذا الارتباط وغيره من الدراسات، يرتبط تناول الجرعات العالية من فيتامين دي مع انخفاض خطر الإصابة بالتصلب المتعدد. أظهرت الأبحاث أيضًا ظهور الأعراض في سن مبكرة أكثر في خطوط العرض الشمالية مقارنة بنصف الكرة الجنوبي لدى الأفراد المصابين بالتصلب المتعدد في مرحلة لاحقة من حياتهم. ما تزال الآلية الكامنة خلف هذا الارتباط غير مثبتة تمامًا، مع ذلك، وُضعت آلية مقترحة منطوية على السيتوكينات الالتهابية. يرتبط نقص فيتامين دي مع زيادة السيتوكينات المحرضة على الالتهاب وانخفاض السيتوكينات المضادة للالتهاب. يرتبط زيادة هذا النوع من السيتوكينات بشكل خاص مع تدهور غمد الميالين.
ثبت أن زيادة مستويات فيتامين دي في الجسم من شأنها رفع كمية السيتوكينات والجزيئات المضادة للالتهاب داخل الجسم. تعمل الأبحاث مع تقدمها على إيجاد فهم أفضل لكيفية ارتباط فيتامين دي ومستقبلاته التكميلية (مستقبلات فيتامين دي) بالتعبير عن 900 جين وتنظيم هذه الجينات داخل الجسم، بالإضافة إلى كيفية تفاعل هذا الزوج وراثيًا. على سبيل المثال، تتعرض الجينات للتنظيم بالزيادة أو التنظيم بالإنقاص عند ارتباط الشكل عالي النشاط لفيتامين دي، 1,25 ألفا ثنائي هيدروكسي فيتامين دي 3، مع «في دي آر» على المناطق الكروموسومية للتعبير الجيني المسؤول عن إدارة حالة التوازن أو النسبة بين الخلايا المناعية المتمايزة إلى بروتينات الخلايا «تي إتش 1» و«تي إتش 2». تشكل بروتينات التنظيم بالزيادة للخلايا التائية «تي إتش 2»، مثل «آي إل – 4» و«تي جي إف – بيتا»، محور تركيز الأبحاث الهادفة إلى الحد من التأثيرات الملحوظة في النموذج الحي للمرض «إي إيه إي» (التهاب الدماغ والنخاع الشوكي المناعي الذاتي التجريبي)، الذي يخضع للدراسة نظرًا لتشابهاته مع التصلب المتعدد. على الرغم من ملاحظة هذا التنظيم الجيني في نماذج الفئران، ينصب تركيز الدراسة على تسلسلات «إم إس» الأورثولوجية للإنسان، إذ أظهرت الأبحاث دورها المساعد المحتمل في تدبير: التهاب المفاصل الروماتويدي، وسكري النوع الأول، والذئبة الحمامية الجهازية (إس إل إي)، والمرض القلبي الوعائي (سي في دي) وغيرها من الأمراض الالتهابية المزمنة.